# Rona Lipaz-Michael
 (octobre 2019).
 (septembre 2019).
Rona Lipaz-Michael (anciennement Tamar Michael), née le 7 octobre 1965 à Safed, est une actrice israélienne. 

## Biographie
Rona Lipaz-Michael est née le 7 octobre 1965 sous le nom de Tamar Fleminger à Safed, dans le nord d'Israël. Elle déménage avec sa famille à Kfar Saba, puis à Buffalo, aux États-Unis, pour suivre son père en stage. Elle y poursuit sa scolarité primaire. Lorsqu'elle arrive en sixième, sa famille retourne vivre en Israël, à Hofit. Elle étudie plus tard le théâtre au studio de Yoram Loewenstein. 

### Carrière d'actrice
Au fil des années, elle participe à plusieurs séries télévisées israéliennes. De 2000 à 2004, elle interprète ainsi le personnage de Nili dans la série dramatique The Burgundy, diffusée sur Aroutz 2. En 2008, elle joue dans le film Les Citronniers, d'Eran Riklis, qui traite du conflit israélo-palestinien. Elle remporte pour ce film le prix de la meilleure actrice dans la compétition "Asian and Arab Competition Awards" du festival Osian's-Cinefan, qu'elle partage avec Hiam Abbass. Entre 2009 et 2010, elle intervient pour deux saisons dans la série Split aux côtés de Yon Tumarkin, Amit Farkash et Alex Ansky.
En 2011, elle participe à la série dramatique Urim and Tomimiff. De 2011 à 2013, elle joue le rôle de Timna lors de trois saisons de la série comique Travail d'Arabe. En 2013-2014, elle participe aux côtés d'Udi et d'Aviad à deux saisons de הקלמרים ("Les crayons"), comédie pour adolescents dans laquelle elle interprète le personnage de Professeure Sagit. 
En 2014, elle retrouve Eran Riklis en jouant dans son film Mon fils. Cinq ans plus tard, elle joue dans le film Don't Forget Me de Ram Nehari.
Depuis 2020, elle tient le rôle d'Atalia Ben-Moshe dans la série policière Manayek. 